# Юнгман, Йозеф
Йо́зеф Ю́нгман (чеш. Josef Jungmann; 16 июля 1773[…], Гудлице, Земли Чешской короны[…] — 14 ноября 1847[…], Прага, Земли Чешской короны[…]) — чешский поэт и филолог, один из ведущих деятелей Чешского национального возрождения.

## Биография
Йозеф Юнгман был шестым ребёнком в семье сапожника; старший брат Антона Яна Юнгмана; родители готовили его к профессии священника. В 1788—1792 годах учился в гимназии, затем изучал философию и право, с 1799 года он — преподаватель в гимназии города Литомержице. В 1815 году Юнгман переезжает в Прагу, где он состоит до 1845 года профессором чешского языка при Академической гимназии. В 1817 году получает степень доктора по философии и праву, с 1827 по 1838 год он — декан философского факультета, с 1838 года — ректор пражского Карлова университета.
Юнгман был убеждённым сторонником обновления чешского языка, в особенности письменного. Многие свои произведения он писал на чешском. В 1805 году выходит в свет его перевод новеллы Ф.-Р. Шатобриана «Атала», который наглядно продемонстрировал, что чешский язык пригоден для изложения на нём выдающихся художественных произведений. Позднее Юргман перевёл на чешский язык произведения Дж. Мильтона, Гёте и Ф.Шиллера. В последующие годы учёный участвует в научной полемике о новой орфографии чешского языка, выпускает ряд статей на эту тему, из которых важнейшей была «Gespräche über die tschechische Sprache» («Беседы о чешском языке»). В 1820 году выходит из печати написанная им «Slovesnost», учебник по стилистике, а в 1825 году — его «История чешской литературы».
Наиболее значительным трудом Й.Юнгмана был 5-томный чешско-немецкий словарь. В нём не только представлены различные исторические варианты чешской лексики, начиная со времён средневековой Чехии, но и предприняты попытки расширения словарного запаса современного Юнгману чешского языка — в том числе путём словотворчества, заимствований из соседних, братских славянских языков.
В честь Йозефа Юнгмана названа площадь (чеш. Jungmannovo náměstí) в Нове-Место в Праге. В 1878 году на ней был установлен памятник учёному.

## Сочинения
- Antibohemia, 1814
- Historie literatury české aneb Soustavný přehled spisů českých, s krátkou historií národu, osvícení a jazyka, 1825
- Krok
- Nepředsudečné mínění o české prozódii, 1804
- O jazyku českém, 1806
- O klasičnosti literatury a důležitosti její
- Oldřich a Božena, 1806
- Rozmlouvání o jazyku českém
- Slovesnost aneb Sbírka příkladů s krátkým pojednáním o slohu, 1820
- Slovník česko-německý, 1834-39 (5 dílů), при содействии Якуба Малы
- Slovo ke statečnému a blahovzdělanému Bohemariusovi, 1814
- Zápisky, 1871.